# Ivar Ballangrud
Ivar Eriksen Ballangrud (7. března 1904 Lunner – 1. června 1969 Trondheim) byl norský rychlobruslař, olympijský vítěz, mistr světa a Evropy.
Na mezinárodních závodech se poprvé objevil v roce 1924, tehdy skončil na evropském šampionátu na šestém místě, na vícebojařském mistrovství byl pátý. V roce 1926 zvítězil Mistrovství světa, o rok později si přivezl bronz z evropského šampionátu. Na Mistrovství světa 1928 byl druhý, tentýž rok startoval také na Zimních olympijských hrách, kde vybojoval bronzovou medaili z trati 1500 m a zlatou medaili z distance 5000 m. V následujících letech pravidelně získával cenné kovy na evropských (celkově v letech 1927–1938 šest medailí, z toho čtyři zlaté) a světových (celkově v letech 1926–1938 jedenáct medailí, z toho čtyři zlaté) šampionátů. Zúčastnil se také zimních olympiád v letech 1932 (5000 m – 5. místo, 10 000 m – stříbro) a 1936, kde si dobruslil pro tři zlaté (500 m, 5000 m a 10 000 m) a jednu stříbrnou (1500 m) medaili. V roce 1939 byl čtvrtý na Mistrovství světa, v roce 1940 startoval pouze v jednom norském závodě.